# Gerhard Pawlica
Gerhard Pawlica (* 1951 in München) ist ein Schweizer Violoncellist und Musikpädagoge.

## Leben und Werk
Gerhard Pawlica studierte am Richard-Strauss-Konservatorium in München, in Boston und an der Yale University in Connecticut. Einer seiner Lehrer war Leslie Parnas. Er nahm an kammermusikalischen Spezialkursen des Juilliard String Quartet teil. Er besuchte Meisterkurse bei Gregor Piatigorsky und Pierre Fournier. Er gewann den ersten Preis beim Sprague Hall Competition in den Vereinigten Staaten.
Gerhard Pawlica wirkte als Solocellist der Boston Opera Company und dann in der Allgemeinen Musikgesellschaft Luzern. Zuvor spielte er bei den Münchner Philharmonikern unter Sergiu Celibidache. Er wirkte als Mitglied des englischen Gabrieli Quartetts und Mitglied des Luzerner Streichtrios. Er ist Gründer und künstlerischer Leiter der Gesellschaft für Kammermusik Luzern. Er trat vielfach in Konzerten in Europa und den Vereinigten Staaten auf.
Gerhard Pawlica lehrte in Luzern und seit 1991 an der Musikschule Küsnacht Cello. Für seine Konzerttätigkeit und als Musikvermittler erhielt er 2015 den Kunst- und Kulturpreis der Stadt Luzern.